# Kthellë
Kthellë è una frazione del comune di Mirdizia in Albania (prefettura di Alessio).
Fino alla riforma amministrativa del 2015 era comune autonomo, dopo la riforma è stato accorpato, insieme agli ex-comuni di Fan, Kaçinar, Orosh, Rrëshen, Rubik e Selitë a costituire la municipalità di Mirdizia.